# Viktor Sidler
Viktor Sidler (* 1. Mai 1934; † 8. Januar 2013 in Zürich) war ein Schweizer Filmwissenschaftler, Filmemacher und Publizist.

## Leben
Viktor Sidler war das einzige Kind des Kunstmalers und Lehrers an der Kunstgewerbeschule Luzern Alfred Sidler und der aus Konstanynof bei Łódź stammten Rywka Szadjdwasser († 1970).
Ab 1946 lebte Sidler in Luzern, wo er das Gymnasium besuchte, bevor er an der Universität Zürich Geschichte, Deutsche Literatur und Komparatistik studierte. 1973 schloss er sein Studium mit einer Dissertation über Wechselwirkungen zwischen Theater und Geschichte ab. Danach war er als Lehrer am Mathematisch-Naturwissenschaftlichen Gymnasium Rämibühl in Zürich tätig. Dort begeisterte er zahllose Jugendliche für den Film und organisierte für sie einen Schneide- und Projektionsraum. Daneben war er Mentor für den Filmklub der Zürcher Kantonsschulen (FZK).
1957 gründete Viktor Sidler zusammen mit Mario Gerteis die Filmproduktionsfirma Septima Ars, die bis 1966 15 mittellange Filme im 8- bzw. 16-mm-Format realisierte.
Ab etwa 1960 war Viktor Sidler Mitglied des Vorstandes von Cinélibre (Verband Schweizer Filmklubs und nicht gewinnorientierter Kinos). Von 1964 bis 1973 war er Herausgeber der Schweizer Filmzeitschrift Cinema, in der er auch regelmässig publizierte.
Zwischen 1976 und 1998 hielt Viktor Sidler rund 20 Vorlesungen über filmwissenschaftliche Themen, zuerst an der Universität Zürich, ab 1983 an der ETH Zürich, Abteilung XII. An der ETH arbeitete er eng zusammen mit dem Hochschulfilmklub Filmstelle VSETH.
1996 wurde Viktor Sidler für sein langjähriges Engagement im Bereich der Filmkunde und der Filmgeschichte mit dem Zürcher Filmpreis ausgezeichnet.
Viktor Sidler starb nach einem engagierten Leben für den Film am 8. Januar 2013. Am 14. Januar wurde er im Friedhof Manegg in Zürich zur letzten Ruhe gebettet.

## Werke

### Filme
Filme der Septima Ars, bei denen Viktor Sidler als Regisseur oder Ko-Regisseur wirkte:
- 1958: Begegnungen
- 1958: Episode
- 1959: Die Sieger, Teil 1 – Ein Held unserer Zeit
- 1959: Die Sieger, Teil 2 – Eine Heldin unserer Zeit
- 1960: À la recherche des cadavres
- 1961: Die Probe – Eine Moritat
- 1964: Spiel ohne Morgen
- 1966: Reise nach N.

### Publikationen
- Wechselwirkungen zwischen Theater und Geschichte: Untersucht anhand des schweizerischen Theaters vor Beginn der Reformation. Dissertation. Aarau 1973.
- Filmgeschichte: ästhetisch, ökonomisch, soziologisch; von den Anfängen des Films bis zum Tonfilm. Skript zur Vorlesung «Filmgeschichte I: Von den Anfängen des Films bis zum Tonfilm». Stiftung Zentralstelle der Studentenschaft der Universität Zürich, 1987.